# Apomecyna nigritarsis
Apomecyna nigritarsis är en skalbaggsart som beskrevs av Charles Joseph Gahan 1900. Apomecyna nigritarsis ingår i släktet Apomecyna och familjen långhorningar. Inga underarter finns listade i Catalogue of Life.